# إنتركتينيب
الإنتركتينيب (Entrectinib)، الذي يباع تحت الاسم التجاري روزليتريك، هو دواء يستخدم لعلاج سرطان الرئة ذو الخلايا غير الصغيرة (NSCLC) وهو عبارة عن أورام إيجابية لـ ROS1 أو أورام صلبة إيجابية لاندماج NTRK. و يوخذ عن طريق الفم.
تشمل الآثار الجانبية الشائعة لهذا العقار على: التعب و الإمساك و تغير التذوق و التورم بسبب احتباس السوائل و الدوخة و الإسهال و الغثيان و الخدر و صعوبة التنفس و زيادة الوزن و السعال و الحمى و مشاكل التفكير و مشاكل الرؤية. تشمل الآثار الجانبية الأخرى على: قصور القلب، و كسور العظام، و مشاكل الكبد، وارتفاع حمض البوليك، وإطالة فترة QT. أما استخدامه أثناء الحمل فقد يؤدي إلى الإضرار بالجنين. إنه عبارة عن مثبط لتيروزين كيناز (TKI)، من مستقبلات تروبوميوزين كيناز (TRK) A وB وC، و C-ros oncogene 1 (ROS1)، وكيناز الليمفوما اللاهوائية (ALK).
تمت الموافقة على استخدام هذا العقار طبيًا في الولايات المتحدة في عام 2019، و في أستراليا و أوروبا في عام 2020. في المملكة المتحدة، يكلف شهر واحد من العلاج هيئة الخدمات الصحية الوطنية حوالي 5200 جنيه إسترليني اعتبارًا من عام 2021. و تبلغ تكلفة هذا المقدار في الولايات المتحدة حوالي 16800 دولار أمريكي.